# Vic Herman
Vic Herman né le 12 mai 1919  à Fall River dans le  Massachusetts et mort le 14 avril 1999 à Del Mar en Californie est un dessinateur de comics.

## Biographie
Vic Herman naît le 12 mai 1919 à Fall River dans le  Massachusetts. Son père est violoniste dans un orchestre de jazz puis il emmène sa famille à Los Angeles où il fait partie d'un orchestre qui accompagne en direct les projections des films muets. Herman vit donc dans un monde d'artistes, musiciens ou personnes du monde du cinéma puisqu'il accompagne souvent son père lorsque celui-ci travaille dans les studios. De plus sa mère lui fait suivre des cours pour être marionnettiste. Cela l'amènera plus tard à créer son spectacle de marionnettes. Après avoir suivi des cours du soir pour être dessinateur, il part pour New York où il est engagé par la Warner Bros.. Il y dessine des affiches et du matériel publicitaire. Il est ensuite engagé par une agence de publicité où il dessine la mascotte Elsie the Cow de la marque Borden.
Durant la seconde guerre mondiale, il est affecté au dessin pour deux revues militaires Yank Magazine et Stars and Stripes. En 1942, il crée le personnage de Winnie the WAC. Les gags mettant en scène cette jeune militaire sont diffusés dans de nombreuses revues militaires. En 1945, un recueil de ces dessins est publié. Par la suite la série est régulièrement reprise dans les journaux militaires. Après guerre, Vic Herman est engagé par William Randolph Hearst. Herman engage dans son studio Mell Lazarus. Celui-ci part au bout de six mois et travaille comme directeur artistique pour l'éditeur de comics Toby Press. Lazarus appelle alors Herman et lui propose de dessiner des comics. En 1948, Herman fonde sa propre agence de publicité. Il y crée de nombreux personnages pour des marques importantes comme Johnny pour Philip Morris ou bien 7-Up Sam pour 7-Up. En plus de cette activité, Vic Herman dessine de nombreux comics pour plusieurs éditeurs, surtout Toby Press, Harvey Comics et Parents Magazine Press. Pour Harvey il crée le personnage de Winnie the Waitress et Little Dot.
Vic Herman meurt le 14 avril 1999 à Del Mar en Californie.